# Шемије сир Ендроа
Шемије сир Ендроа (фр. Chemillé-sur-Indrois) је насељено место у Француској у региону Центар, у департману Ендр и Лоара.
По подацима из 2011. године у општини је живело 221 становника, а густина насељености је износила 8,89 становника/km².

## Демографија
| 1962. | 1968. | 1975. | 1982. | 1990. | 2011. |
| ----- | ----- | ----- | ----- | ----- | ----- |
| 382   | 339   | 273   | 250   | 207   | 221   |